# Islas de Quinilubán
Las Islas de Quinilubán situadas  en el mar de Joló forman parte del archipiélago Cuyo o Islas de Cuyos, un grupo de cerca de 45 islas situadas al noreste de la isla filipina de Paragua (Puerto Princesa), al sur de la isla de Mindoro (San José) y al oeste de la isla de  Panay (Iloílo).

## Geografía
Este grupo es el más septentrional del archipiélago de Cuyo, estando formado por  varias islas e islotes.
En el grupo más oriental se encuentra la isla que la da nombre. Formado por varias islas rodeadas de arrecifes, tiene forma circular con 11 km de diámetro.
También forman parte del grupo  la isla resort de lujo de Pamalicán, situada 10,4 km al suroeste de grupo circular, y Manamoc 5,6 km al suroeste de Pamilacán.
Estas islas son mayoritariamente montañosas de formación de piedra caliza, no tienen corrientes permanentes, disponiendo de escaso arbolado, pero cubiertas de hierba alta. La mayoría de sus habitantes viven a lo largo de la costa, y hay algunos de cultivos en las islas de mayor tamaño.
El complejo Amanpulo celebró  su 20º aniversario, en diciembre de 2013, disponiendo de vuelos directos desde Manila, 288 kilómetros de distancia, en avión privado aterrizando en su propia pista.

## División administrativa

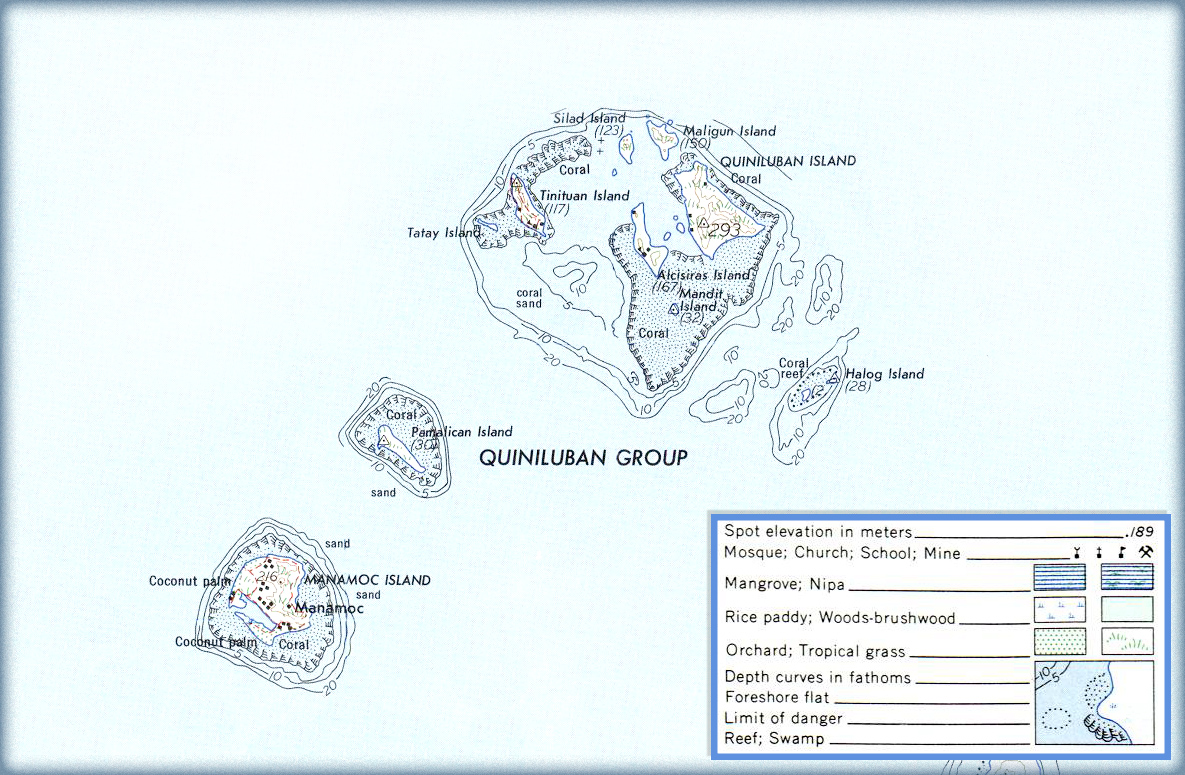
Mapa del grupo de islas.

Las islas de Quinilubán administrativamente forman parte de dos municipios:
- Cuyo: islas-barrio de Pamalican y Manamoc.
- Agutaya: 
  - Barrio de Algeciras con las siguientes islas e islotes: Algeciras, Quinilubán, Latube y Mandit-Malog
  - Barrio de Concepción, con las siguientes islas e islotes: Alacar, Nyamolok, Silad y Cambuag.